# Sharif el-Gariani
Sharif El Gariani (Janzour, 1877 – 26 febbraio 1945) è stato un religioso libico.

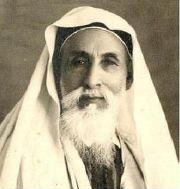
Sharif el-Gariani

Nato a Janzour o Zanzur, nei pressi di Tobruk, in Libia, Sharif El Gariani (in arabo  الشارف الغرياني‎?, ash-Shārif al-Gharyānī) era nipote di Hussein El Gariani (da Gharyan nella Libia occidentale), cofondatore del primo Senussi Zawia a Al Bayda nel 1844, e l'uomo che si prese cura di un ragazzo orfano di nome Omar Mukhtar (il futuro leader della resistenza in Cirenaica contro il colonialismo italiano).
Dopo l'occupazione italiana della Libia nel 1911, lo sceicco Sharif fu portato a credere che gli italiani fossero invincibili, e questo lo portò ad un lungo periodo disaccordo con il suo vecchio amico Omar Mukhtar. Il suo ruolo nei successivi vent'anni fu quello di mediatore tra il leader della resistenza e il governo italiano in Tripolitania e Cirenaica.
Sharif El Gariani è stato sminuito nel film di propaganda Il leone del deserto, dove egli è ritratto come un traditore pronto a offrire i suoi servigi agli occupanti italiani, se non a fornire informazioni che portassero alla cattura di Mukhtar.